# Pedrão
Pedrão is een gemeente in de Braziliaanse deelstaat Bahia. De gemeente telt 7.597 inwoners (schatting 2009).

## Aangrenzende gemeenten
De gemeente grenst aan Aramari, Coração de Maria, Irará, Ouriçangas en Teodoro Sampaio.